# Ero-Foto
Ero-Foto – polski ilustrowany kwartalnik o tematyce fotograficznej, wydawany w Poznaniu w latach 1935–1938.

## Historia
Kwartalnik Ero-Foto był ilustrowanym czasopismem poświęconym fotografii amatorskiej, ukazującym się wiosną, latem, jesienią, zimą. Był agendą poznańskiej Wytwórni Fotochemicznej Ero. 
Zawartość czasopisma w dużej części stanowiły aktykuły (felietony) kierowane do fotoamatorów (porady odnoszące się m.in. do poprawnej ekspozycji, poprawnej kompozycji). Oddzielną część czasopisma stanowiły artykuły o fotografii, estetyce w fotografii, artykuły poświęcone technice, chemii fotograficznej oraz opisom sprzętu fotograficznego. Część czasopisma stanowiła rubryka zajmująca się oceną fotografii nadesłanych przez czytelników (Kącik krytyczny). Na łamach kwartalnika Ero-Foto organizowano cykliczne konkursy fotograficzne dla czytelników. Inną część kwartalnika poświęcono na aktualne wiadomości nawiązujące do fotografii (wydarzenia, wystawy, konkursy), wiadomości o pracy krajowych stowarzyszeń fotograficznych oraz informacje o pracy (działalności) poznańskiej Wytwórni Fotochemicznej Ero. Kolejną stałą rubryką w Ero-Foto była Prasa Krajowa – przegląd krajowej prasy o tematyce fotograficznej (m.in. Fotograf Polski, Przegląd Fotograficzny, Wiadomości Fotograficzne). 
Kwartalnik był pismem otwartym na współpracę z czytelnikami – na łamach pisma zachęcano czytelników do nadsyłania artykułów oraz zdjęć. Wiele miejsca poświęcono na prezentację zdjęć polskich fotografów (na kilku oddzielnych stronach kwartalnika publikowano reprodukcje zdjęć, nawiązujących tematyką do artykułów opublikowanych w czasopiśmie, reprodukcje fotografii wyróżnionych w konkursach Ero-Foto) oraz reklamę nawiązującą do tematyki fotograficznej. 
Redaktorem prowadzącym czasopisma był Zenon Maksymowicz – m.in. wiceprezes Zarządu Poznańskiego Towarzystwa Fotograficznego.